# Чемпіонат України з футболу серед жінок 2019—2020: вища ліга
Чемпіонат вищої ліги України з футболу 2019/2020 року серед жінок — 29-й чемпіонат вищої ліги України з футболу, що проводився серед жіночих колективів з 20 липня 2019 року по 31 липня 2020 року.
Через світову пандемію COVID-19 весняну частину змагань призупинили. Зрештою, на початку липня 2020 року Виконавчий комітет УАФ затвердив продовження розіграшу вищого дивізіону жіночого футболу відповідно до положень чинного сезону та заходів попереджувальної охорони здоров’я, прийнятих в Україні наприкінці травня 2020 року.

## Команди

### Зміни команд
| Підвищилися з Першої ліги 2018/19                    | Вибули з Вищої ліги 2018/19                                |
| ---------------------------------------------------- | ---------------------------------------------------------- |
| «Маріупольчанка» (Маріуполь) «ЕМС-Поділля» (Вінниця) | «Злагода-Дніпро-1» (розформований) «Львів» (розформований) |

### Стадіони
| Команда          | Місто                | Стадіон                     | Місткість |
| ---------------- | -------------------- | --------------------------- | --------- |
| «Ятрань»         | Уманський район      | «Максимус»                  | 352       |
| «Єдність»        | Плиски               | «Єдність»                   | 1,500     |
| «Ладомир»        | Володимир-Волинський | «Олімп»                     | 2,000+    |
| «Маріупольчанка» | Маріуполь            | «Західний»                  | 3,206     |
| «Пантери»        | Умань                | Центральний                 | 7,552     |
| «ЕМС-Поділля»    | Вінниця              | «Нива»                      | 3,282     |
| «Родина»         | Березне              | «Колос»                     | 3,000     |
| «Восход»         | Олешки               | «Старт»                     |           |
| «Житлобуд-1»     | Високий              | Тренувальне поле у Високому |           |
| «Житлобуд-2»     | Харків               | «Сонячний»                  | 4,924     |

### Головні тренери
| Клуб                    | Головний тренер    | Попередник                           |
| ----------------------- | ------------------ | ------------------------------------ |
| «Єдність» (Плиски)      | Максим Рахаєв      | Олександр Бабор                      |
| «Маріупольчанка»        | Карина Кулаковська |                                      |
| «Ладомир»               | Олег Борнік        |                                      |
| «ЕМС-Поділля» (Вінниця) | Олександр Дуднік   |                                      |
| Родина                  | Василь Мамчур      |                                      |
| «Пантери» (Умань)       | Юрій Деренюк       |                                      |
| «Ятрань-Берестівець»    | Володимир Пею      |                                      |
| «Восход» (Стара Маячка) | Роман Заєв         |                                      |
| «Житлобуд-1» (Харків)   | Сергій Сапронов    | Максим Рахаєв (виконувач обов'язків) |
| «Житлобуд-2» (Харків)   | Наталія Зінченко   |                                      |

## Таблиця чемпіонату
| М  | Команда              | І  | В  | Н | П  | РМ    | О  |
| -- | -------------------- | -- | -- | - | -- | ----- | -- |
|    | «Житлобуд-2»         | 18 | 17 | 0 | 1  | 100−5 | 51 |
|    | «Житлобуд-1»         | 18 | 15 | 2 | 1  | 67−5  | 47 |
|    | «Восход»             | 18 | 11 | 2 | 5  | 44−28 | 35 |
| 4  | «Ятрань-Берестівець» | 18 | 7  | 4 | 7  | 19−34 | 25 |
| 5  | «Єдність»            | 18 | 8  | 0 | 10 | 32−17 | 24 |
| 6  | «Пантери»            | 18 | 6  | 3 | 9  | 21−57 | 21 |
| 7  | «Маріупольчанка»     | 18 | 5  | 1 | 12 | 15−82 | 16 |
| 8  | «Ладомир»            | 18 | 4  | 2 | 12 | 19−33 | 14 |
| 9  | «ЕМС-Поділля»        | 18 | 2  | 4 | 12 | 15−30 | 10 |
| 10 | «Родина-Ліцей»       | 18 | 0  | 2 | 16 | 4−45  | 2  |

Позначення:

### Резульати
| Команда                          | «IAT» | IED  | LAD | MAR  | PAN | POD | «ROD» | VSM | ZH1  | ZH2  |
| -------------------------------- | ----- | ---- | --- | ---- | --- | --- | ----- | --- | ---- | ---- |
| «Ятрань-Берестівець»             | —     | 3–1  | 1–2 | 4–1  | 2–2 | +:- | 2–0   | 0–2 | -:+  | 0–8  |
| «Єдність» (Плиски)               | 3–1   | —    | -:- | 4–0  | -:+ | 3–0 | -:-   | 2–1 | 0–3  | 0–8  |
| «Ладомир» (Володимир-Волинський) | -:+   | 0–3  | —   | 3–1  | 6–2 | -:- | 4–1   | 1–5 | -:+  | 0–7  |
| «Маріупольчанка»                 | 1–1   | 0–11 | +:- | —    | 1–3 | 2–3 | +:-   | 2–6 | 0–12 | 0–9  |
| «Пантери» (Умань)                | 0–3   | 1–2  | +:- | 3–4  | —   | 4–3 | 1–1   | 0–2 | 0–10 | 0–7  |
| «ЕМС-Поділля» (Вінниця)          | 1–1   | -:-  | 2–2 | -:+  | 1–1 | —   | -:-   | 0–4 | 1–1  | -:+  |
| «Родина-Ліцей»                   | -:+   | 0–3  | 0–0 | 0–2  | -:+ | 1–3 | —     | 1–2 | -:+  | 0–12 |
| «Восход» (Стара Маячка)          | 1–1   | +:-  | 5–1 | 5–0  | 6–1 | 4–1 | +:-   | —   | 1–1  | 1–8  |
| «Житлобуд-1» (Харків)            | 4–0   | +:-  | 6–0 | 11–0 | 5–0 | +:- | 7–0   | 2–0 | —    | 2–1  |
| «Житлобуд-2» (Харків)            | 5–0   | +:-  | +:- | 7–1  | 6–0 | 7–0 | 9–0   | 4–1 | 2–0  | —    |

## Найкращі бомбардирки
| Місце | Гравець                  | Клуб                             | Голи   |
| ----- | ------------------------ | -------------------------------- | ------ |
| 1     | Яна Калініна             | «Житлобуд-2» (Харків)            | 17     |
| 2     | Юлія Стець               | «Восход» (Стара Маячка)          | 16 (1) |
| 3-4   | Вероніка Андрухів        | «Житлобуд-2» (Харків)            | 15     |
| 3-4   | Яна Малахова             | «Житлобуд-2» (Харків)            | 15     |
| 5     | Надія Куніна             | «Житлобуд-1» (Харків)            | 13     |
| 6     | Анастасія Скориніна      | «Житлобуд-2» (Харків)            | 11     |
| 7     | Роксолана Кравчук        | «Житлобуд-2» (Харків)            | 9      |
| 8-9   | Тетяна Тріль (Полюхович) | «Житлобуд-2» (Харків)            | 9 (1)  |
| 8-9   | Оксана Білокур           | «Пантери» (Умань)                | 9 (1)  |
| 10-11 | Юлія Шевчук              | «Житлобуд-1» (Харків)            | 8      |
| 10-11 | Вікторія Гірин           | «Ладомир» (Володимир-Волинський) | 8      |